# Shanghai Maple Automobile
Shanghai Maple Guorun Automobile ou Shanghai Maple Guorun Automobile (SMA, chinois simplifié : 上海华普汽车 ; pinyin : shànghǎi huápǔ qìchē) ou encore Shanghai Huapu (上海华普, shànghǎi huápǔ) est une filiale du groupe automobile chinois Geely qui produisait trois modèles : les Marindo, Hisson et Hysoul entre 2003 et 2010.

## Maple Marindo
C'est une berline copiant la Citroën ZX, et restylée plusieurs fois. C'est une traction motorisée par un 4 cylindres de 86 ou 94ch.

## Maple Hisoon
Celle-ci est aussi une berline mais avec un moteur plus puissants. Elle copie aussi la Citroën ZX.

## Maple Hysoul
Celle-ci est encore une berline avec les mêmes moteurs que la Hisoon mais avec un autre design. En effet sa calandre copie celle de l'Audi A4 est sa poupe celle d'une Cadillac.